# Природно-заповідний фонд Харківської області

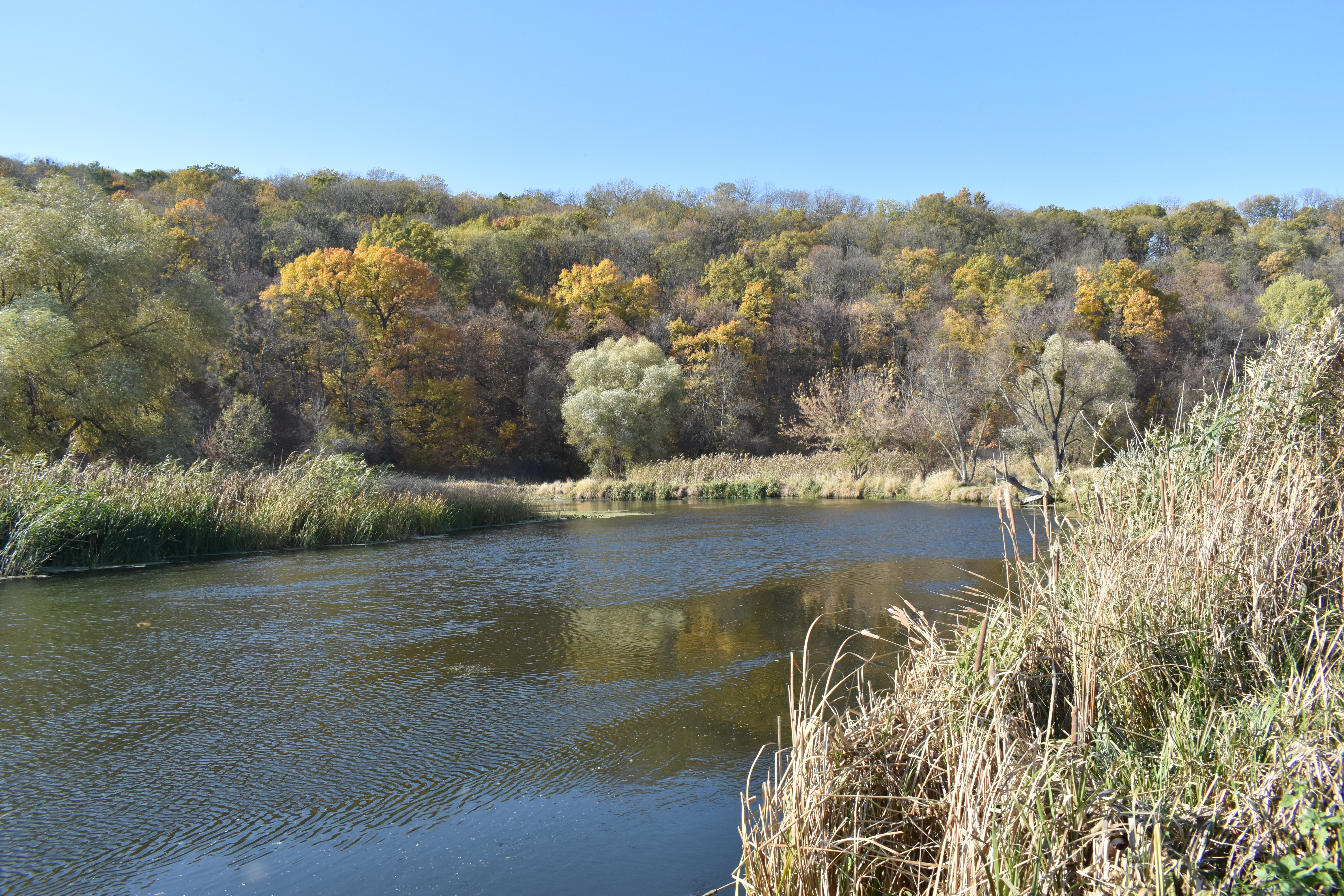
Національний парк «Гомільшанські ліси»

Природно-заповідний фонд Харківської області складають природні комплекси й об'єкти, що мають особливу природоохоронну, наукову, естетичну, рекреаційну й іншу цінність і виділені з метою збереження природного різноманіття ландшафтів, генофонду тваринного і рослинного світу, підтримання загального екологічного балансу, забезпечення фонового моніторингу навколишнього природного середовища.
Станом на 2020 р. у складі ПЗФ Харківської області налічувалося 246 заповідних територій та об'єктів (в тому числі: 13 — загальнодержавного значення, 233 — місцевого значення) загальною площею 74,844 тис. га, що становить 2,38 % від загальної площі області. В їх числі 3 національні природні парки, 7 регіональних ландшафтних парків, 173 заказники (з них 3 — загальнодержавного значення та 170 — місцевого), 9 заповідних урочищ та 44 пам'ятки природи. За питомою вагою площі ПЗФ Харківська область посідає передостаннє місце в Україні, перевищуючи лише Вінницьку (2,1 %).
Ключові моменти розбудови ПЗФ Харківської області у 2002—2014 рр
- Рішенням Харківської обласної ради від 21 травня 2002 р. затверджено «Програму формування національної екологічної мережі в області на 2002—2015 роки»[3][4]
- У 2003 р. створено регіональний ландшафтний парк Ізюмська лука. Через супротив місцевої влади його площа склала 2560 га замість запланованих 26000 (2005 р. збільшена до 5002 га).
- 6 вересня 2004 р. Указом Президента України Леоніда Кучми № 1047[5] створено національний природний парк Гомільшанські ліси.
- Станом на початок 2005 р. у складі ПЗФ області 220 територій та об'єктів загальною площею 52943,9 га[6].
- 11 грудня 2009 р. Указами Президента Віктора Ющенка створено національні природні парки «Слобожанський»[7] та «Дворічанський»[8]
- 223 території й об'єкти[9] загальною площею 57509,02 га, в тому числі 11 об'єктів загальнодержавного значення площею 15609,4 га (відсоток заповідності становить 1,83 від загальної площі Харківщини);
- 232 території й об'єкти[10] загальною площею 57647,52 га (в тому числі 11 об'єктів загальнодержавного значення площею 15609,4 га, відсоток заповідності становить 1,8 від загальної площі області)[11].

На кінець 2009 року площа природно-заповідного фонду області склала 65,7 тис. га.
Серед територій та об'єктів фонду переважають заказники — 70 % (ландшафтні, гідрологічні, лісові, ботанічні, загальнозоологічні, орнітологічні, ентомологічні, загальногеологічні). Крім того курортні та лікувально-оздоровчі території займають 1200,0 га, рекреаційного призначення — 4400,0 га, водно-болотні угіддя — 68550,0 га, полезахисні та інші захисні насадження — 103015,0 га.
Розміщення заповідних територій в районах області є нерівномірним, відсоток заповідності становить від 23,14 % в Печенізькому районі, до 0,03 % в Шевченківському районі.

## Перелік об'єктів природно-заповідного фонду Харківської області
| Назва об'єкта                                                                             | Тип, категорія, значення                                             | Площа, га | Рік створення                     | Розташування                     |
| ----------------------------------------------------------------------------------------- | -------------------------------------------------------------------- | --------- | --------------------------------- | -------------------------------- |
| Альошкина балка                                                                           | Заказник ботанічний місцевого значення                               | 6         | 1991                              | Харківський                      |
| Артільнецький                                                                             | Заказник ботанічний місцевого значення                               | 167,8     | 2002                              | Великобурлуцький                 |
| Байрак                                                                                    | Заказник ботанічний місцевого значення                               | 1         | 1984                              | Балаклійський                    |
| Балка Михайлівська                                                                        | Заказник ботанічний місцевого значення                               | 42        | 1995                              | Лозівський                       |
| Балки                                                                                     | Заказник ентомологічний місцевого значення                           | 5         | 1984                              | Нововодолазький                  |
| Бджолиний № 2                                                                             | Заказник ентомологічний місцевого значення                           | 3         | 1984                              | Сахновщинський                   |
| Берестовий                                                                                | Заказник ентомологічний місцевого значення                           | 3         | 1984                              | Лозівський                       |
| Берестовий                                                                                | Заказник гідрологічний місцевого значення                            | 87,5      | 1998                              | Нововодолазький, Зміївський      |
| Берецький                                                                                 | Заказник ботанічний місцевого значення                               | 74,7      | 1998                              | Первомайський                    |
| Бесарабівський                                                                            | Заказник ентомологічний місцевого значення                           | 5,6       | 1984                              | Кегичівський                     |
| Бір                                                                                       | Заповідне урочище                                                    | 734       | 1984                              | Балаклійський                    |
| Бітрівський                                                                               | Заказник гідрологічний місцевого значення                            | 349,0     | 2018                              | Балаклійський                    |
| Божкове                                                                                   | Заповідне урочище                                                    | 79        | 1984                              | Великобурлуцький                 |
| Бойневе                                                                                   | Заказник ентомологічний місцевого значення                           | 17,3      | 1984                              | Балаклійський                    |
| Борисоглібський                                                                           | Заказник ботанічний місцевого значення                               | 2,9       | 1998                              | Балаклійський                    |
| Борівський                                                                                | Заказник ботанічний місцевого значення                               | 18        | 1984                              | Борівський                       |
| Ботанічний сад ХНУ ім. В. Н. Каразіна                                                     | Ботанічний сад загальнодержавного значення                           | 41,9      | 1804, в фонді з 1998              | м. Харків                        |
| Бритай                                                                                    | Заказник орнітологічний місцевого значення                           | 158       | 1992                              | Барвінківський                   |
| Бугаївський                                                                               | Заказник ботанічний місцевого значення                               | 47        | 1984                              | Ізюмський                        |
| Будинок учених                                                                            | Пам'ятка природи ботанічна місцевого значення                        | 0,1       | 1984                              | м. Харків                        |
| Бурбулатівський                                                                           | Заказник ботанічний місцевого значення                               | 99,1      | 1998                              | Близнюківський                   |
| Бурлуцький                                                                                | Заказник загальнозоологічний загальнодержавного значення             | 326       | 1977                              | Великобурлуцький                 |
| Варварівський                                                                             | Заказник ентомологічний місцевого значення                           | 3         | 1984                              | Близнюківський                   |
| Василівський                                                                              | Заказник ентомологічний місцевого значення                           | 5,5       | 1984                              | Вовчанський                      |
| Великий Ліс                                                                               | Заказник лісовий місцевого значення                                  | 58        | 1984                              | Вовчанський                      |
| Великий ліс                                                                               | Пам'ятка природи ботанічна місцевого значення                        | 0,1       | 1984                              | Харківський                      |
| Великобурлуцький степ                                                                     | Регіональний ландшафтний парк                                        | 2042,6    | 2000                              | Великобурлуцький                 |
| Великоярузький                                                                            | Заказник ентомологічний місцевого значення                           | 56        | 1998                              | Дергачівський                    |
| Верхньобишкинський                                                                        | Заказник ботанічний місцевого значення                               | 138,8     | 1998                              | Дергачівський                    |
| Веселий                                                                                   | Заказник ентомологічний місцевого значення                           | 3,9       | 1984                              | Шевченківський                   |
| Вільхова балка                                                                            | Регіональний ландшафтний парк                                        | 465,5     | 2009                              | Дергачівський                    |
| Вінники                                                                                   | Заказник ентомологічний місцевого значення                           | 7,5       | 1984                              | Нововодолазький                  |
| Вовчанський                                                                               | Заказник ботанічний загальнодержавного значення                      | 185       | 1994                              | Вовчанський                      |
| Вовчий яр                                                                                 | Заказник ентомологічний місцевого значення                           | 5         | 1984                              | Великобурлуцький                 |
| Володимирівська дача                                                                      | Заказник лісовий місцевого значення                                  | 699       | 2003                              | Краснокутський                   |
| Вшивий                                                                                    | Заказник ентомологічний місцевого значення                           | 5,8       | 1984                              | Кегичівський                     |
| В'язівський                                                                               | Заказник ентомологічний місцевого значення                           | 20,6      | 2009                              | Краснокутський                   |
| Гаврилівський                                                                             | Заказник ентомологічний місцевого значення                           | 43,56     | 2018                              | Борівський                       |
| Гаркавецький                                                                              | Заказник ентомологічний місцевого значення                           | 8,9       | 2009                              | Краснокутський                   |
| Гірчаківський                                                                             | Заказник ентомологічний місцевого значення                           | 5         | 1993                              | Красноградський                  |
| Гнилицький                                                                                | Заказник гідрологічний місцевого значення                            | 175,8     | 1999                              | Великобурлуцький                 |
| Гомільшанська лісова дача                                                                 | Заказник ландшафтний місцевого значення                              | 1062      | 1984                              | Зміївський                       |
| Гомільшанські ліси                                                                        | Національний природний парк                                          | 14314,8   | 2004                              | Зміївський, Первомайський        |
| Гора Городовище                                                                           | Заказник ботанічний місцевого значення                               | 7         | 1995                              | Лозівський                       |
| Гора Крем'янець                                                                           | Пам'ятка природи комплексна місцевого значення                       | 176       | 1984                              | Ізюмський                        |
| Григорівський бір                                                                         | Заказник лісовий місцевого значення                                  | 76        | 1999                              | м. Харків                        |
| Гришкове                                                                                  | Заказник ботанічний місцевого значення                               | 30        | 1995                              | Коломацький                      |
| Гуртовівка                                                                                | Пам'ятка природи ботанічна місцевого значення                        | 2         | 1995                              | Коломацький                      |
| Гутянський                                                                                | Заказник ботанічний місцевого значення                               | 134       | 1984                              | Богодухівський                   |
| Гутянський дуб-велетень                                                                   | Пам'ятка природи ботанічна місцевого значення                        | 0,1       | 1984                              | Богодухівський                   |
| Данилівський                                                                              | Заказник ботанічний місцевого значення                               | 20,5      | 2002                              | Барвінківський                   |
| Два дуби-велетні                                                                          | Пам'ятка природи ботанічна місцевого значення                        | 0,2       | 1984                              | Харківський                      |
| Дворічанський                                                                             | Національний природний парк                                          | 3131,2    | 2009                              | Дворічанський                    |
| Дворубчине                                                                                | Заказник ботанічний місцевого значення                               | 68        | 1984                              | Дворічанський                    |
| Дегтярне                                                                                  | Заповідне урочище                                                    | 179       | 1984                              | Великобурлуцький                 |
| Дендрологічний парк Харківського національного аграрного університету ім. В. В. Докучаєва | Дендрологічний парк загальнодержавного значення                      | 22,8      | 1972, в фонді з 1991              | Харківський                      |
| Дерева Гінкго                                                                             | Пам'ятка природи ботанічна місцевого значення                        | 0,1       | 1984)                             | м. Харків                        |
| Джерело Г. С. Сковороди                                                                   | Пам'ятка природи гідрологічна місцевого значення                     | 6,3       | 1984                              | Харківський                      |
| Джерельне                                                                                 | Заказник загальнозоологічний місцевого значення                      | 21        | 1998                              | Богодухівський                   |
| Дмитрівський                                                                              | Заказник гідрологічний місцевого значення                            | 39,7      | 2009                              | Барвінківський                   |
| Добровільський                                                                            | Заказник ентомологічний місцевого значення                           | 5         | 1984                              | Близнюківський                   |
| Довжик                                                                                    | Заповідне урочище                                                    | 27,5      | 1984                              | Валківський                      |
| Дроб'янське                                                                               | Заказник ботанічний місцевого значення                               | 12,6      | 1984                              | Харківський                      |
| Дружба                                                                                    | Дендрологічний парк місцевого значення                               | 51,5      | 2000                              | м. Лозова                        |
| Дуб Бабушкін                                                                              | Пам'ятка природи ботанічна місцевого значення                        | 0,1       | 1984                              | м. Харків                        |
| Дуб Петра І                                                                               | Пам'ятка природи ботанічна місцевого значення                        | 0,1       | 1984                              | Краснокутський                   |
| Дуб-велетень № 1                                                                          | Пам'ятка природи ботанічна місцевого значення                        | 0,1       | 1984                              | Валківський                      |
| Дуб-велетень № 2                                                                          | Пам'ятка природи ботанічна місцевого значення                        | 0,1       | 1984                              | Валківський                      |
| Дуб-велетень № 3                                                                          | Пам'ятка природи ботанічна місцевого значення                        | 0,1       | 1984                              | Валківський                      |
| Дуб-велетень № 4                                                                          | Пам'ятка природи ботанічна місцевого значення                        | 0,1       | 1984                              | Валківський                      |
| Дуб-велетень № 5                                                                          | Пам'ятка природи ботанічна місцевого значення                        | 0,1       | 1984                              | Валківський                      |
| Дубові Гряди                                                                              | Заповідне урочище                                                    | 129,7     | 2002                              | Сахновщинський                   |
| Єфремівський                                                                              | Заказник гідрологічний місцевого значення                            | 28        | 1998                              | Первомайський                    |
| Займанський                                                                               | Заказник орнітологічний місцевого значення                           | 157,1     | 2001                              | Зачепилівський                   |
| Залютинська                                                                               | Пам'ятка природи ботанічна місцевого значення                        | 3         | 1999                              | м. Харків                        |
| Запилювач                                                                                 | Заказник ентомологічний місцевого значення                           | 5         | 1984                              | Ізюмський                        |
| Зелений гай                                                                               | Заказник ботанічний місцевого значення                               | 20        | 2009                              | Великобурлуцький                 |
| Іванья                                                                                    | Заказник орнітологічний місцевого значення                           | 128,6     | 1993                              | Нововодолазький                  |
| Ізюмська дача                                                                             | Пам'ятка природи ботанічна місцевого значення                        | 30        | 1984                              | Ізюмський                        |
| Ізюмська лука                                                                             | Регіональний ландшафтний парк                                        | 2560      | 2003                              | Балаклійський                    |
| Іллюхівський                                                                              | Заказник гідрологічний місцевого значення                            | 110       | 1998                              | Валківський                      |
| Інститутська (пам'ятка природи)                                                           | Пам'ятка природи ботанічна місцевого значення                        | 0,35      | 1984                              | м. Харків                        |
| Каніцевський                                                                              | Заказник ентомологічний місцевого значення                           | 5         | 1984                              | Валківський                      |
| Караван                                                                                   | Заказник ботанічний місцевого значення                               | 308       | 1991                              | Ізюмський                        |
| Капранський                                                                               | Заказник ботанічний місцевого значення                               | 74,9      | 2009                              | Краснокутський                   |
| Катеринівський                                                                            | Заказник загальнозоологічний загальнодержавного значення             | 527       | 1997                              | Великобурлуцький                 |
| Кицівський                                                                                | Заказник ботанічний місцевого значення                               | 65        | 1998                              | Печенізький                      |
| Ковиловий                                                                                 | Заказник ботанічний місцевого значення                               | 3         | 1991                              | Балаклійський                    |
| Ковиловий                                                                                 | Заказник ботанічний місцевого значення                               | 136,4     | 1993                              | Кегичівський                     |
| Ковиловий степ                                                                            | Заказник ботанічний місцевого значення                               | 78        | 1993                              | Харківський, Чугуївський         |
| Козіївська № 1                                                                            | Пам'ятка природи ботанічна місцевого значення                        | 4,2       | 1984                              | Краснокутський                   |
| Козіївська № 2                                                                            | Пам'ятка природи ботанічна місцевого значення                        | 3,9       | 1984                              | Краснокутський                   |
| Колодязнянський                                                                           | Заказник ботанічний місцевого значення                               | 94,5      | 2002                              | Дворічанський                    |
| Коломачки                                                                                 | Заказник гідрологічний місцевого значення                            | 68,7      | 2001                              | Валківський                      |
| Коновалове                                                                                | Заказник ботанічний місцевого значення                               | 25        | 1984                              | Дворічанський                    |
| Конопляне                                                                                 | Заказник ботанічний місцевого значення                               | 315,9     | 1998                              | Дворічанський                    |
| Коробочкине                                                                               | Заказник ботанічний місцевого значення                               | 29,1      | 1984                              | Дворічанський                    |
| Коханівський                                                                              | Заказник гідрологічний місцевого значення                            | 110,6     | 1999                              | Кегичівський                     |
| Кочетоцька лісова дача                                                                    | Заказник ландшафтний місцевого значення                              | 2160,3    | 1991                              | Чугуївський                      |
| Кочетоцький                                                                               | Заказник ентомологічний місцевого значення                           | 50        | 1992                              | Чугуївський                      |
| Красногірський                                                                            | Заказник ентомологічний місцевого значення                           | 2,5       | 1984                              | Барвінківський                   |
| Краснокутський                                                                            | Парк-пам'ятка садово-паркового мистецтва загальнодержавного значення | 13,6      | 1809, в фонді з 1990              | Краснокутський                   |
| Краснокутський                                                                            | Заказник ентомологічний місцевого значення                           | 4         | 1984                              | Краснокутський                   |
| Красношахтарська                                                                          | Пам'ятка природи ботанічна місцевого значення                        | 71,9      | 1984                              | Ізюмський                        |
| Крейдяний                                                                                 | Заказник ботанічний місцевого значення                               | 36,9      | 1984                              | Дворічанський                    |
| Крейдянська лісова дача                                                                   | Заказник ландшафтний місцевого значення                              | 1477,7    | 2001                              | Балаклійський                    |
| Криничанський                                                                             | Заказник ентомологічний місцевого значення                           | 18        | 1984                              | Дворічанський                    |
| Круглий                                                                                   | Заказник ентомологічний місцевого значення                           | 3,7       | 1984                              | Ізюмський                        |
| Крюківський гідрологічний заказник                                                        | Заказник гідрологічний місцевого значення                            | 39,3      | 2005                              | м. Харків                        |
| Кукилівський                                                                              | Заказник ентомологічний місцевого значення                           | 5         | 1984                              | Зміївський                       |
| Кулаківський                                                                              | Заказник лісовий місцевого значення                                  | 455       | 1997                              | Печенізький                      |
| Куплеватське                                                                              | Заказник орнітологічний місцевого значення                           | 40        | 1992                              | Барвінківський                   |
| Куп'янський                                                                               | Заказник ботанічний місцевого значення                               | 57        | 1984                              | Куп'янський                      |
| Кущувате                                                                                  | Заказник ентомологічний місцевого значення                           | 5,6       | 1984                              | Дергачівський                    |
| Лаптєве                                                                                   | Заказник ентомологічний місцевого значення                           | 5         | 1984                              | Харківський                      |
| Ленінський                                                                                | Заказник ентомологічний місцевого значення                           | 2         | 1984                              | Красноградський                  |
| Лиман                                                                                     | Заказник загальнозоологічний місцевого значення                      | 131,2     | 1993                              | Балаклійський                    |
| Литвинівка                                                                                | Парк-пам'ятка садово-паркового мистецтва місцевого значення          | 10,8      | 1984                              | Валківський                      |
| Личане                                                                                    | Заказник ботанічний місцевого значення                               | 36        | 1996                              | Дергачівський                    |
| Лісосмуга № 65                                                                            | Пам'ятка природи ботанічна місцевого значення                        | 0,4       | 1984                              | Харківський                      |
| Лозівський                                                                                | Заказник загальнозоологічний місцевого значення                      | 50        | 1993                              | Лозівський                       |
| Лозовеньківський                                                                          | Заказник лісовий місцевого значення                                  | 50,5      | 1996                              | Дергачівський                    |
| Любівська                                                                                 | Пам'ятка природи гідрологічна місцевого значення                     | 5,8       | 2003                              | Краснокутський                   |
| Малинівський                                                                              | Заказник ландшафтний місцевого значення                              | 2256,7    | 1997                              | Чугуївський, Зміївський          |
| Малобурлуцький                                                                            | Заказник гідрологічний місцевого значення                            | 50        | 1998                              | Великобурлуцький                 |
| Малорогозянський                                                                          | Заказник ентомологічний місцевого значення                           | 14,1      | 2018                              | Золочівський                     |
| Мальцівський                                                                              | Заказник ботанічний місцевого значення                               | 8,3       | 1993                              | Лозівський                       |
| Мартинівський                                                                             | Заказник орнітологічний місцевого значення                           | 160       | 1993                              | Красноградський                  |
| Мар'ївський                                                                               | Заказник ботанічний місцевого значення                               | 8,8       | 2009                              | Барвінківський                   |
| Мерехнянський                                                                             | Заказник ентомологічний місцевого значення                           | 7         | 1984                              | Шевченківський                   |
| Мерешкувата дача                                                                          | Заказник ентомологічний місцевого значення                           | 2         | 1984                              | Великобурлуцький                 |
| Мерчицький                                                                                | Заказник гідрологічний місцевого значення                            | 37        | 1998                              | Валківський                      |
| Миколаївський                                                                             | Заказник ботанічний місцевого значення                               | 17,6      | 2002                              | Куп'янський                      |
| Миколаївські насадження                                                                   | Заповідне урочище                                                    | 248       | 1984                              | Чугуївський                      |
| Мирчакова балка                                                                           | Заказник ентомологічний місцевого значення                           | 6,1       | 1993                              | Нововодолазький                  |
| Михайлівський                                                                             | Заказник ентомологічний місцевого значення                           | 5,6       | 1984                              | Чугуївський                      |
| Михайлівський                                                                             | Заказник ентомологічний місцевого значення                           | 3         | 1984                              | Лозівський                       |
| Міловський                                                                                | Заказник ботанічний місцевого значення                               | 38,7      | 2002                              | Великобурлуцький                 |
| Мокрянський                                                                               | Заказник ентомологічний місцевого значення                           | 3         | 1984                              | Красноградський                  |
| Мосьпанівський                                                                            | Заказник ентомологічний місцевого значення                           | 5         | 1984                              | Чугуївський                      |
| Мохначанський                                                                             | Заказник лісовий місцевого значення                                  | 104,9     | 1984                              | Зміївський                       |
| Мохувате болото                                                                           | Пам'ятка природи гідрологічна місцевого значення                     | 1,7       | 1984                              | Дергачівський                    |
| Мурафа                                                                                    | Пам'ятка природи гідрологічна місцевого значення                     | 0,6       | 1984                              | Краснокутський                   |
| Мурафська дача                                                                            | Пам'ятка природи ботанічна місцевого значення                        | 5,2       | 1984                              | Краснокутський                   |
| Мурафський                                                                                | Заказник ботанічний місцевого значення                               | 223       | 1984                              | Краснокутський                   |
| Наталіївський                                                                             | Парк-пам'ятка садово-паркового мистецтва загальнодержавного значення | 48        | кінець XVIII ст., у фонді з 1990  | Краснокутський                   |
| Неруб                                                                                     | Пам'ятка природи ботанічна місцевого значення                        | 6,2       | 1984                              | Великобурлуцький                 |
| Нижнє-Журавський                                                                          | Заказник ентомологічний місцевого значення                           | 3         | 1984                              | Борівський                       |
| Новодмитрівський                                                                          | Заказник ландшафтний місцевого значення                              | 209,2     | 2002                              | Барвінківський                   |
| Новодонівський                                                                            | Заказник ландшафтний місцевого значення                              | 197       | 2002                              | Вовчанський                      |
| Новоєгорівська                                                                            | Пам'ятка природи ботанічна місцевого значення                        | 2,5       | 1984                              | Дворічанський                    |
| Новомиколаївський                                                                         | Заказник ботанічний місцевого значення                               | 47,7 23   | 1993                              | Куп'янський та Шевченківський    |
| Новоплатонівський                                                                         | Заказник ентомологічний місцевого значення                           | 4         | 1984                              | Борівський                       |
| Нурівський                                                                                | Заказник ботанічний місцевого значення                               | 36,6      | 2002                              | Балаклійський                    |
| Оберіг                                                                                    | Заказник загальнозоологічний місцевого значення                      | 84,2      | 2001                              | Краснокутський                   |
| Озерний                                                                                   | Заказник ботанічний місцевого значення                               | 44        | 1984                              | Дворічанський                    |
| Озеро Борове                                                                              | Заказник ботанічний місцевого значення                               | 25,1      | 2003                              | Зміївський                       |
| Олександрівський                                                                          | Заказник ботанічний місцевого значення                               | 170       | 2001                              | Кегичівський                     |
| Орільський                                                                                | Заказник ентомологічний місцевого значення                           | 5         | 1984                              | Первомайський                    |
| Орільський                                                                                | Заказник гідрологічний місцевого значення                            | 196       | 2001                              | Зачепилівський                   |
| Осинник                                                                                   | Заказник ентомологічний місцевого значення                           | 20        | 1984                              | Дворічанський                    |
| Осоківський                                                                               | Заказник ентомологічний місцевого значення                           | 25        | 1984                              | Дворічанський                    |
| Острівщанський                                                                            | Заказник ентомологічний місцевого значення                           | 5         | 1984                              | Близнюківський                   |
| Павлівський                                                                               | Заказник ландшафтний місцевого значення                              | 108,5     | 2001                              | Кегичівський                     |
| Парижанський                                                                              | Заказник ентомологічний місцевого значення                           | 5         | 1984                              | Первомайський                    |
| Пересіл                                                                                   | Заказник ентомологічний місцевого значення                           | 12,2      | 1984                              | Нововодолазький                  |
| Пересічанський дуб                                                                        | Пам'ятка природи ботанічна місцевого значення                        | 0,1       | 1984                              | Дергачівський                    |
| Петрівський дуб-велетень                                                                  | Пам'ятка природи ботанічна місцевого значення                        | 0,1       | 1984                              | Ізюмський                        |
| Печенізька лісова дача                                                                    | Заказник ландшафтний місцевого значення                              | 5298,8    | 1984                              | Печенізький                      |
| Печенізьке поле                                                                           | Регіональний ландшафтний парк                                        | 4997,6    | 1999                              | Печенізький                      |
| Печенізький                                                                               | Заказник ландшафтний місцевого значення                              | 365,7     | 2001                              | Печенізький                      |
| Пивне                                                                                     | Заповідне урочище                                                    | 142       | 1984                              | Вовчанський                      |
| Південне                                                                                  | Пам'ятка природи ботанічна місцевого значення                        | 14,7      | 2001                              | Дергачівський                    |
| Підлиманський                                                                             | Заказник гідрологічний місцевого значення                            | 43,1      | 1999                              | Борівський                       |
| Пісківська                                                                                | Пам'ятка природи ботанічна місцевого значення                        | 0,1       | 1984                              | Ізюмський                        |
| Піщаний                                                                                   | Заказник ентомологічний місцевого значення                           | 15        | 1984                              | Дворічанський                    |
| Піщаний                                                                                   | Заказник ландшафтний місцевого значення                              | 124,77    | 2005                              | Чугуївський                      |
| Полянський дуб-велетень                                                                   | Пам'ятка природи ботанічна місцевого значення                        | 0,1       | 1984                              | Богодухівський                   |
| Помірки                                                                                   | Пам'ятка природи ботанічна місцевого значення                        | 120,4     | 1972                              | м. Харків                        |
| Попова дача                                                                               | Заказник ентомологічний місцевого значення                           | 1,5       | 1984                              | Харківський                      |
| Прогін                                                                                    | Заказник ентомологічний місцевого значення                           | 6         | 1984                              | Зміївський                       |
| Просіки                                                                                   | Пам'ятка природи ботанічна місцевого значення                        | 4,2       | 1984                              | Харківський                      |
| Протопопівський                                                                           | Заказник геологічний місцевого значення                              | 14,6      | 1998                              | Балаклійський                    |
| Пташиний                                                                                  | Заказник орнітологічний місцевого значення                           | 2         | 2005                              | Лозівський                       |
| Пушкінська                                                                                | Пам'ятка природи ботанічна місцевого значення                        | 0,2       | 1984                              | м. Харків                        |
| П'ять братів                                                                              | Пам'ятка природи ботанічна місцевого значення                        | 0,15      | 1984                              | Золочівський                     |
| Радянський                                                                                | Заказник гідрологічний місцевого значення                            | 497,3     | 2009                              | Вовчанський                      |
| Рибчине                                                                                   | Заказник ентомологічний місцевого значення                           | 9,4       | 1984                              | Балаклійський                    |
| Рогозянський                                                                              | Заказник гідрологічний місцевого значення                            | 40        | 1999                              | Золочівський                     |
| Родничок                                                                                  | Заказник ботанічний місцевого значення                               | 15,3      | 2001                              | Сахновщинський                   |
| Роздольний                                                                                | Заказник ентомологічний місцевого значення                           | 5         | 1984                              | Зміївський                       |
| Російський Орчик                                                                          | Заказник загальнозоологічний місцевого значення                      | 1006      | 1984                              | Зачепилівський                   |
| Рязанова балка                                                                            | Заказник ботанічний місцевого значення                               | 10        | 1984                              | Харківський                      |
| Савинська лісова дача                                                                     | Заказник ландшафтний місцевого значення                              | 1711      | 1996                              | Балаклійський                    |
| Савичів яр                                                                                | Заказник ботанічний місцевого значення                               | 31,5      | 1998                              | Харківський                      |
| Савранський                                                                               | Заказник ентомологічний місцевого значення                           | 5         | 1984                              | Валківський                      |
| Сад ім. Т. Г. Шевченка                                                                    | Пам'ятка природи ботанічна місцевого значення                        | 0,8       | 1984                              | м. Харків                        |
| Семенівський                                                                              | Заказник гідрологічний місцевого значення                            | 185,6     | 1998                              | Барвінківський та Близнюківський |
| Сербівський                                                                               | Заказник ботанічний місцевого значення                               | 2         | 1984                              | Балаклійський                    |
| Середньодонецький                                                                         | Заказник лісовий місцевого значення                                  | 1389      | 2001                              | Зміївський                       |
| Сіверськодонецький                                                                        | Регіональний ландшафтний парк                                        | 2200      | 2010                              | Балаклійський                    |
| Сіверськодонецький                                                                        | Заказник ландшафтний місцевого значення                              | 2531      | 2001                              | Вовчанський                      |
| Скорики                                                                                   | Пам'ятка природи ботанічна місцевого значення                        | 5         | 1984                              | Золочівський                     |
| Скрипаївський                                                                             | Заказник лісовий місцевого значення                                  | 27,3      | 1984                              | Зміївський                       |
| Слатінський                                                                               | Заказник ботанічний місцевого значення                               | 18,9      | 2001                              | Дергачівський                    |
| Слобожанський                                                                             | Національний природний парк                                          | 5244      | 2009                              | Краснокутський                   |
| Смородський                                                                               | Заказник ентомологічний місцевого значення                           | 3         | 1984                              | Харківський                      |
| Сокольники-Помірки                                                                        | Пам'ятка природи ботанічна місцевого значення                        | 163,1     | 1972                              | м. Харків                        |
| Соколята                                                                                  | Заказник ландшафтний місцевого значення                              | 501       | 1992                              | Вовчанський                      |
| Старий сад                                                                                | Заказник ентомологічний місцевого значення                           | 5         | 1984                              | Дергачівський                    |
| Старомерчицький                                                                           | Парк-пам'ятка садово-паркового мистецтва загальнодержавного значення | 69        | початок XVIII ст., у фонді з 1990 | Валківський                      |
| Старосалтівський                                                                          | Заказник лісовий місцевого значення                                  | 347,4     | 2005                              | Вовчанський                      |
| Степовий                                                                                  | Заказник ентомологічний місцевого значення                           | 5         | 1984                              | Богодухівський                   |
| Стінки                                                                                    | Заказник ентомологічний місцевого значення                           | 7         | 1984                              | Куп'янський                      |
| Строївський                                                                               | Заказник ентомологічний місцевого значення                           | 28        | 1984                              | Дворічанський                    |
| Студенок                                                                                  | Заказник ентомологічний місцевого значення                           | 4,9       | 1984                              | Чугуївський                      |
| Удянський                                                                                 | Заказник ентомологічний місцевого значення                           | 3         | 1984                              | Золочівський                     |
| Ульянівський                                                                              | Заказник ентомологічний місцевого значення                           | 8,4       | 1984                              | Зачепилівський                   |
| Ханделіївський                                                                            | Заказник ентомологічний місцевого значення                           | 5         | 1984                              | Валківський                      |
| Харківський зоологічний парк                                                              | Зоологічний парк загальнодержавного значення                         | 14,9      | 1895, у фонді з 1993              | м. Харків                        |
| Холодноярське                                                                             | Заповідне урочище                                                    | 10        | 2005                              | Вовчанський                      |
| Цибівський                                                                                | Заказник ботанічний місцевого значення                               | 68        | 2002                              | Куп'янський                      |
| Цикалове                                                                                  | Заказник ботанічний місцевого значення                               | 10        | 1984                              | Зміївський                       |
| Чабанне                                                                                   | Заказник ентомологічний місцевого значення                           | 5         | 1984                              | Барвінківський                   |
| Чаплі                                                                                     | Заказник орнітологічний місцевого значення                           | 142,2     | 1993                              | Нововодолазький                  |
| Червоний                                                                                  | Заказник ботанічний місцевого значення                               | 49,8      | 1984                              | Дворічанський                    |
| Чернещинський                                                                             | Заказник гідрологічний місцевого значення                            | 6,9       | 2009                              | Краснокутський                   |
| Чорноглазівська                                                                           | Пам'ятка природи ботанічна місцевого значення                        | 0,2       | 1984                              | м. Харків                        |
| Чорноглазівський                                                                          | Заказник ентомологічний місцевого значення                           | 2,9       | 1984                              | Золочівський                     |
| Чорноглазівські дуби                                                                      | Пам'ятка природи ботанічна місцевого значення                        | 0,2       | 1984                              | м. Харків                        |
| Шарівський                                                                                | Парк-пам'ятка садово-паркового мистецтва загальнодержавного значення | 39,3      | початок XVIII ст., у фонді з 1960 | Богодухівський                   |
| Шарівський                                                                                | Заказник ботанічний місцевого значення                               | 146       | 1984                              | Богодухівський                   |
| Шевченків яр                                                                              | Заказник ентомологічний місцевого значення                           | 10,1      | 1993                              | Зачепилівський                   |
| Шейчина балка                                                                             | Заказник ентомологічний місцевого значення                           | 4         | 1984                              | Богодухівський                   |
| Юннатівська                                                                               | Пам'ятка природи комплексна місцевого значення                       | 0,3       | 1998                              | м. Балаклія                      |

## Історико-культурні заповідники
В області також розташовано два історико-культурні заповідники національного значення, внесені до Державного реєстру нерухомих пам'яток України:
- Історико-археологічний музей-заповідник «Верхній Салтів»
- Чугуївський історико-культурний заповідник імені Іллі Рєпіна